# آقاعلی‌لو
لطفی آقاعلی‌لو از روستاهای آذربایجان شرقی است که در دهستان بدوستان غربی بخش خواجه شهرستان هریس واقع شده‌است.